# Вяльково (Ярославская область)
Вяльково — деревня в составе Ильинского сельского поселения Угличского района Ярославской области России.

## География
Населённый пункт расположен в 48 км на юг, юго-запад от Углича, и в 2,5 км в юго-западном направлении от села Заозерье.

## История
Деревня входила в состав вотчины О. М. Салтыковой, матери известного русского писателя М. Е. Салтыкова-Щедрина.

## Известные жители и уроженцы
В деревне в крестьянской семье в 1859 году родился Я. В. Щукин, создатель московского сада «Эрмитаж» в Каретном Ряду.

## Население
| 2007 | 2010 |
| ---- | ---- |
| 10   | →10  |